# Bhimrao Ramji Ambedkar
Dr. Bhimrao Ramji Ambedkar (Babasaheb Ambedkar), född 14 april 1891, död 6 december 1956, var en indisk politiker och förgrundsgestalt inom daliternas - de lågkastigas - sociala och politiska rörelse före och efter den indiska självständigheten.

## Biografi
Ambedkar föddes i en lågkastig familj, vilket ledde till att han fick känna av hur illa daliterna blev behandlade: i skolan fick Ambedkar inte sitta i klassrummet utan måste sitta på en mjölsäck som han tog med hemifrån varje dag. Skolans policy var att lärarna inte gav vatten till daliter (för att undvika kontakter med dem), utan detta var bönderna uppgift. Därför kom Ambedkar på en fras "ingen bonde, inget vatten". Trots diskriminering var Ambedkar en begåvad elev och blev den första i sin familj med gymnasieutbildning.. 
Ambedkar studerade vid Elphinstone College i Bombay där han tog examen 1912, för att sedan doktorera (Ph.D.) vid Columbia University, New York. Senare doktorerade han även vid London School of Economics (D.Sc. i ekonomi) och blev advokat genom att vinna inträde vid Gray's Inn.
1923 återvände Ambedkar till hemlandet där han grundade Bahishkrit Hitkarini Sabha i syfte att bidra till ett avskaffande av kastväsendet, till folkbildning samt ökat välstånd i de socialt sämst ställda grupperna i Indien. 1930 började Ambedkar och hans organisation kämpa för att de lågkastiga skulle få tillträde till hinduiska tempel.
År 1947 utnämndes Ambedkar till Indiens justitieminister och var med att skriva landets grundlag som bl.a. förbjöd kastsystemet.
Ambedkar konverterade till buddhismen (navayana) 14 oktober 1956, en kort tid innan han avled. Detta steg följdes senare av stora grupper bland daliterna. Hans bok om buddhism, The Buddha and His Dhamma, är den heliga boken för navayana-buddhister. Boken är publicerad postumt eftersom Ambedkar blev färdig med dess första manuskript bara tre dagar innan sin död.. 

## Utmärkelser
Ambedkar tilldelades Indiens högsta hedersutmärkelse Bharat Ratna postumt i en ceremoni i april 1990.
Ambedkars dödsdag, den 14 april, är en allmän helgdag i en del av Indiens delstater. Dagen heter officiellt Ambedkar Jayanti..

## Ett urval verk
- Castes in India: Their Mechanism, Genesis and Development (1916)
- The Problem of the Rupee: its origin and its solution (1923)
- The Annihilation of Caste (1936)
- Federation Versus Freedom (1939)
- Thoughts on Pakistan (1940)
- Ranade, Gandhi and Jinnah (1943)
- Mr. Gandhi and Emancipation of Untouchables (1943)
- What Congress and Gandhi have done to the Untouchables (1945)
- Pakistan Or Partition Of India (1945)
- State and Minorities (1947)
- Who were the Shudras (1948)
- Maharashtra as a Linguistic Province (1948)
- The Untouchables (1948)
- Buddha Or Karl Marx (1956)
- The Buddha and his Dhamma (1957, postum)

Källa:

## Galleri

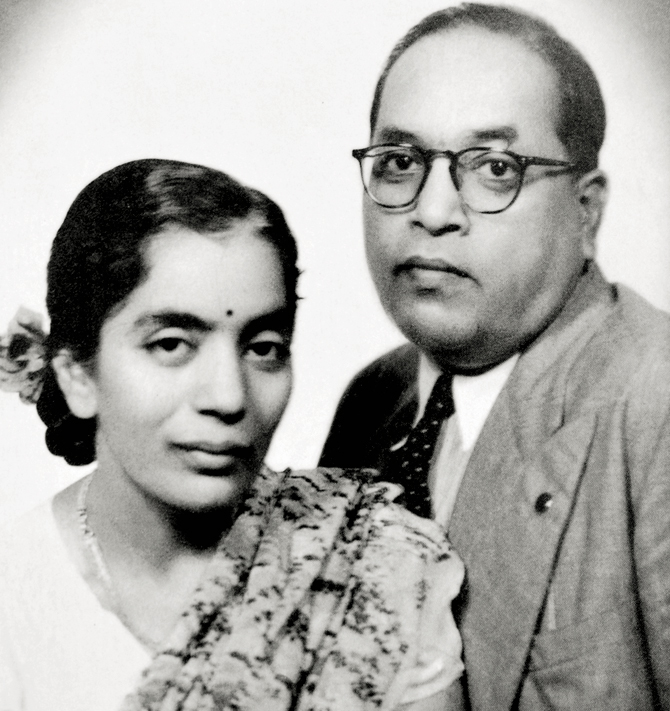
Ambedkar med sin fru Savita Ambedkar år 1948.
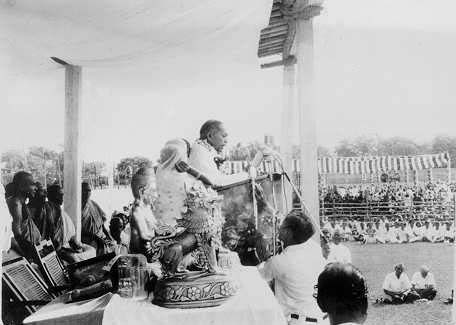
Ambedkar konversion i Nagpur den 14 oktober 1956.
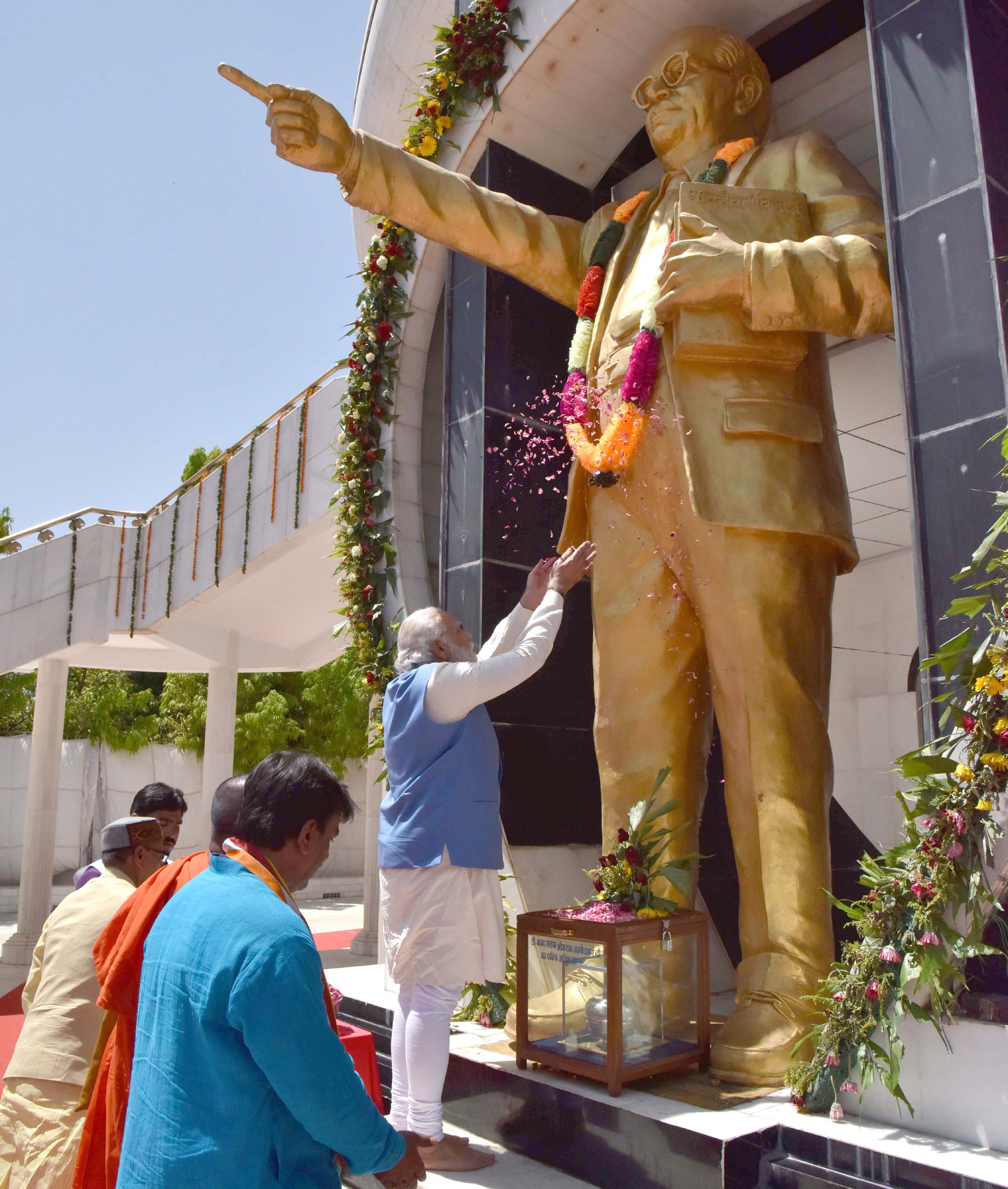
Premiärminister Modi visar vördnad för Ambedkars staty i Mhow.